# 안다만해

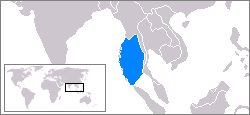
안다만 해

안다만해(-海, 영어: Andaman Sea) 또는 버마해(버마어: မြန်မာပင်လယ်, 영어: Burma Sea)는 벵골만 남동쪽에 자리잡은 바다이다. 미얀마의 남쪽, 태국과 말레이시아의 서쪽에 있다. 남북으로 1200 km, 동서로 650 km 정도 되며, 넓이는 797,700 km2이다. 평균 깊이는 870 m이며, 가장 깊은 곳은 3,777 m이다. 남쪽은 말레이 반도와 수마트라섬 사이의 믈라카 해협으로 태평양과 연결된다.

## 지질 구조

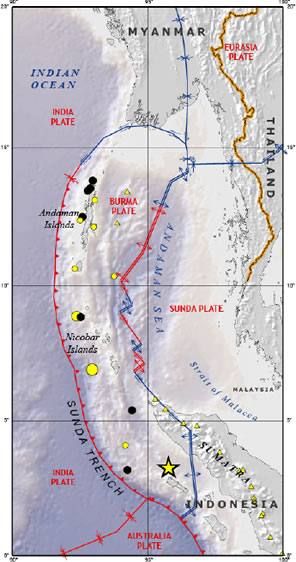
안다만 해 주위의 지질 구조

안다만해의 해저를 따라 버마 판과 순다 판의 경계가 발달해 있다. 이 두 판은 유라시아 판에 속해 있었으나, 인도 판과의 충돌로 인한 변환단층의 결과로 만들어졌다.

## 같이 보기
- 끄라 지협
- 메르귀 제도